# Вевр-э-Монтой
Вевр-э-Монтой — коммуна во Франции, находится в регионе Франш-Конте. Департамент — Верхняя Сона. Входит в состав кантона Везуль-Уэст. Округ коммуны — Везуль.
Код INSEE коммуны — 70513.

## География
Коммуна расположена приблизительно в 310 км к юго-востоку от Парижа, в 45 км севернее Безансона, в 4 км к западу от Везуля.
На севере коммуны протекает река Дюржон и расположено озеро Вевр.

## Население
Население коммуны на 2010 год составляло 2293 человека.
| 1962 | 1968 | 1975 | 1982 | 1990 | 1999 | 2010 |
| ---- | ---- | ---- | ---- | ---- | ---- | ---- |
| 560  | 604  | 747  | 1854 | 2469 | 2692 | 2293 |

## Экономика
В 2010 году среди 1620 человек трудоспособного возраста (15—64 лет) 1177 были экономически активными, 443 — неактивными (показатель активности — 72,7 %, в 1999 году было 74,6 %). Из 1177 активных жителей работали 1075 человек (527 мужчин и 548 женщин), безработных было 102 (54 мужчины и 48 женщин). Среди 443 неактивных 135 человек были учениками или студентами, 206 — пенсионерами, 102 были неактивными по другим причинам.

## Достопримечательности
- Монументальный крест в центре деревни (1633 год). Исторический памятник с 1944 года[5]
- Придорожный крест к северо-востоку от деревни (1732 год). Исторический памятник с 1944 года[6]

## Фотогалерея
- Вевр-э-Монтой
- Монументальный крест в центре деревни
- Придорожный крест
- Озеро Вевр